# Guerre de la première coalition
 (février 2022).
Si vous disposez d'ouvrages ou d'articles de référence ou si vous connaissez des sites web de qualité traitant du thème abordé ici, merci de compléter l'article en donnant les références utiles à sa vérifiabilité et en les liant à la section « Notes et références ».
Guerres de la Révolution française
Batailles
La première coalition est une alliance formée au début de 1793 par plusieurs États européens contre la France, devenue une république en septembre 1792 et qui a exécuté Louis XVI le 21 janvier 1793. Cette coalition prolonge l'alliance entre l'Autriche et la Prusse, en guerre contre la France depuis avril 1792. 
En avril 1792, le gouvernement de Louis XVI, en pleine période de réformes institutionnelles et de crise politique, prend l'initiative d'un conflit en déclarant la guerre « au roi de Bohême et de Hongrie », c'est-à-dire à l'Autriche, le 20 avril 1792. La Prusse intervient rapidement à ses côtés.
Ce conflit, d'abord défavorable à la France, aboutit au renversement de Louis XVI (10 août 1792), puis à l'établissement de la République (21 septembre), événement à peu près contemporain de la bataille de Valmy, suivie un peu plus tard de la victoire de Jemappes (6 novembre). La France est alors gouvernée par la Convention girondine, favorable à l'« exportation » de la Révolution par les armes. L'invasion des Pays-Bas autrichiens et des Provinces-Unies par les armées françaises constitue un casus belli pour le Royaume de Grande-Bretagne ; l'exécution de Louis XVI aggrave le sentiment de menace révolutionnaire dans les cours européennes, de sorte que de nombreux États rejoignent la Prusse et l'Autriche au début de 1793 :
- le Royaume de Grande-Bretagne ;
- le royaume de Sardaigne (Sardaigne, Piémont, Savoie) ;
- le royaume d'Espagne ;
- le royaume de Sicile (Sicile et Naples) ;
- les Provinces-Unies ;
- le royaume du Portugal
- le Saint-Empire, entité regroupant les nombreux États allemands existant à l'époque.

La formation de cette coalition a lieu au moment où en France débute le soulèvement vendéen, qui va aggraver la situation pour le gouvernement de la République. C'est pourtant la France qui va l'emporter au terme de cinq années de guerre, mettant au premier plan le général Bonaparte, vainqueur de l'Autriche en Italie. On considère en effet que la coalition prend fin en 1797, lorsque l'Autriche signe le traité de Campo-Formio, alors que la Prusse s'est retirée dès avril 1795 par le traité de Bâle. 
Les hostilités reprennent dès 1798 avec la formation de la Deuxième Coalition.

## L'origine du conflit
Ce conflit trouve son origine dans les bouleversements de la Révolution française, commencée en 1789. 
Bien que les députés à l'Assemblée nationale constituante ne désirent pas la guerre, des tensions internationales apparaissent dès 1789 avec l'abolition des droits féodaux (le 4 août), qui touche un certain nombre de seigneurs allemands, les « princes possessionés », puis, en 1791, avec l'annexion du Comtat Venaissin — demandée par ses représentants au cours de l'assemblée du 18 août 1791 — au détriment du pape, à la tête des États pontificaux. D'autre part, de nombreux nobles se réfugient dès 1789 à l'étranger, entrant dans l'« émigration », adoptant une attitude hostile à la France révolutionnaire et sollicitant l'intervention étrangère. Enfin, Louis XVI, frustré de la perte de son pouvoir absolu, sollicite aussi l'aide étrangère, notamment auprès de la cour de Vienne, d'où vient son épouse Marie-Antoinette, fille de Marie-Thérèse d'Autriche et sœur de Léopold II. 
L'idée d'une intervention militaire contre la France fait progressivement son chemin, puis elle prend de la vigueur après la tentative de fuite du roi le 20 juin 1791. Louis XVI est maintenu sur le trône, mais nombre de patriotes le considèrent comme un traître. Léopold de Habsbourg à Vienne et Frédéric-Guillaume II à Berlin publient le 27 août 1791 la déclaration de Pillnitz, dans laquelle ils invitent les autres États à se joindre à eux contre la Révolution française. L'Autriche et la Prusse concluent aussi un accord d'alliance militaire. La neutralité britannique empêche toute action dans l'immédiat, mais cette déclaration provoque des tensions en France, aggravant la situation politique de Louis XVI.
Lorsque, après la mise en place de la constitution de 1791, est élue l'Assemblée nationale législative, les Girondins y tiennent une place importante. Ils ne sont pas hostiles à la guerre, notamment contre les princes allemands du Saint-Empire : ils désirent exporter les idées révolutionnaires et libérer par les armes les autres peuples du joug de l'absolutisme et de l'aristocratie privilégiée ; ils espèrent également résorber la crise économique et orienter l'opinion publique vers des menaces extérieures (sources ?). Le point de vue des Girondins est suivi, pour d'autres raisons, par la plupart des hommes politiques, à l'exception d'une fraction du club des Jacobins, à la tête de laquelle se trouve Robespierre.
Celui-ci, qui n'est pas député, ayant été membre de la Constituante, et ses partisans, s'opposent à la guerre car ils y voient un risque grave pour la Révolution ; ils savent que, pour la cour, il s'agit de recouvrer la puissance royale perdue, notamment grâce à la défaite de la France, perspective plausible dans la mesure où les émigrés étaient souvent officiers dans l'armée française. Robespierre ne croit pas non plus à la libération des peuples par les armées étrangères.
Le 25 mars 1792, les bellicistes l'emportent : le gouvernement français lance un ultimatum à François II, successeur de Léopold (mort le 1er mars 1792), lui enjoignant de dénoncer l'accord avec la Prusse. L'empereur ne répond pas, si bien que la France lui déclare la guerre le 20 avril 1792. La Prusse, conformément à son alliance, déclare la guerre à la France le 20 mai 1792.

## La guerre en 1792

### «La Patrie en danger» (mai-juillet)
Les armées des deux alliés sont globalement inférieures en nombre, mais elles bénéficient de la désorganisation de l'armée française et de la faiblesse de l'état-major dues notamment à l'émigration de nombreux officiers, ainsi que de l'insuffisance de l'équipement et de l'armement[réf. nécessaire]. 
Après la prise de Porrentruy le 28 avril 1792, une première offensive française vers les Pays-Bas autrichiens se solde par un échec car, à la vue de l'ennemi, les généraux Dillon et Biron ordonnent la retraite. Dillon est alors massacré par ses troupes. Les alliés mettent le siège devant Lille. Le 15 juin, l'Assemblée décide l'appel aux volontaires pour « former leurs bataillons » , qui rejoindront les troupes de ligne, des soldats engagés.
À Paris, la situation se tend : le 20 juin, les Tuileries sont envahies par les sans-culottes, avec notamment le dantoniste Legendre, et Louis XVI est contraint de rendre hommage à la Nation. Le 11 juillet, l'Assemblée proclame « la patrie en danger ».

### Les menaces de Brunswick et la chute de Louis XVI (25 juillet-10 août)
Le 25 juillet, le duc de Brunswick lance son « manifeste » au peuple parisien, le menaçant de destruction « s'il est fait le moindre outrage à la famille royale », mais cela ne fait que galvaniser la ferveur patriotique et révolutionnaire, alors que les volontaires affluent à Paris, notamment les volontaires marseillais, arrivés le 30 juillet en chantant le Chant de guerre pour l'armée du Rhin (écrit et composé le 25 avril). 
Le 10 août 1792, les Tuileries sont attaquées par les sans-culottes, les gardes nationaux abandonnent leurs positions : Louis XVI est autorisé à se réfugier à l'Assemblée et les gardes suisses sont massacrés. C'en est fini du règne de Louis XVI ; la famille royale va ensuite être emprisonnée. 
L'Assemblée législative décide de procéder à l'élection d'une nouvelle Constituante : la Convention, qui sera élue au cours du mois de septembre. Un conseil exécutif provisoire est formé, dont le meneur va être Danton, ministre de la Justice.

### L'offensive de Brunswick et le tournant de Valmy (19 août-20 septembre)
Le 19 août, Brunswick entre en Lorraine et prend Longwy, puis Verdun le 2 septembre. Le général Dumouriez tente en vain de résister à l'avance des alliés. Ses lignes sont percées et il se retire vers le sud. La route de Paris est ouverte pour les alliés. Le 2 septembre, Danton prononce lors de son discours : « Pour vaincre, il nous faut de l'audace, toujours de l'audace, encore de l'audace… ».
Dumouriez ayant rejoint l'armée de Metz commandée par Kellermann, les arrières du duc de Brunswick sont menacés. Celui-ci décide d'attaquer : le 20 septembre, la rencontre a lieu à Valmy, où les troupes françaises, comportant des bataillons de volontaires, l'emportent, contraignant l'armée prussienne à la retraite. La France recouvre Verdun et Longwy ; cette victoire de l'armée révolutionnaire a un énorme retentissement moral et politique.
Le lendemain, 21 septembre, la Convention proclame la République.

### L'offensive généralisée et les annexions (septembre 1792-mars 1793)
Les armées françaises lancent l'offensive sur tous les fronts. Au sud, l'armée du Var, commandée par le général Jacques Bernard d'Anselme, entre à Nice le 29 septembre 1792. Montesquiou envahit la Savoie. 
Custine lance l'offensive sur le Rhin et s'empare de Spire le 25 septembre, de Worms le 5 octobre, de Mayence le 21 octobre et de Francfort le 23 octobre. Les troupes révolutionnaires traversent à cette occasion et pour la première fois (six franchissements entre 1792 et 1800) le fleuve. 
Au nord, Dumouriez contraint les Autrichiens à la retraite et entre dans les Pays-Bas autrichiens. Il remporte une victoire importante à Jemappes, près de Mons, ce qui lui permet de conquérir l'ensemble des Pays-Bas autrichiens en novembre. 
La Convention décide de procéder à l'annexion des territoires conquis. La Savoie est annexée le 27 novembre 1792, le comté de Nice le 31 janvier 1793, la principauté de Salm le 2 mars, l'évêché de Bâle le 23 mars et la Belgique le 30 mars.

## La formation de la coalition (février-mars 1793)
La récente agressivité de la République française provoque un changement d'attitude au sein des cours européennes. Les tensions s'enveniment avec l'exécution de Louis XVI le 21 janvier 1793. 

### La déclaration de guerre au Royaume de Grande-Bretagne et aux Provinces-Unies (1erfévrier 1793)
Le Royaume de Grande-Bretagne a bien accueilli au départ les événements en France. Mais il revient à sa politique d'équilibre européen lorsque la France prend le contrôle des Pays-Bas autrichiens et des bouches de l'Escaut. Le gouvernement britannique ne peut accepter que le port et la place financière d'Anvers soit aux mains des Français. Le 24 janvier 1793, l'ambassadeur de France à Londres, François Bernard Chauvelin, est sommé de quitter le pays. 
En France aussi, les partisans de la guerre contre la Grande-Bretagne sont nombreux[réf. nécessaire]. Le 1er février 1793, la Convention, alors dominée par les Girondins, déclare la guerre à la Grande-Bretagne, ainsi qu'aux Provinces-Unies. La France voit dans un conflit avec cette dernière un moyen de mettre la main sur la Banque d'Amsterdam[réf. nécessaire].

### L'entrée en guerre des autres pays européens
La Grande-Bretagne s'entend avec la Russie pour interdire l'importation de grain de France. En revanche, la Russie ne s'implique pas militairement.
N'ayant pas d'armée de terre importante, la Grande-Bretagne signe des traités avec les princes allemands pour qu'ils puissent lever des armées grâce aux subsides britanniques, tandis que la Royal Navy s'efforce d'asphyxier la France par le blocus des ports et la conquête de colonies.
L'entrée dans la guerre de la Grande-Bretagne a un effet d'exemple. L'Espagne rompt ses relations diplomatiques avec la France, qui lui déclare la guerre le 7 mars. Les États pontificaux, le royaume de Naples, les duchés de Parme et de Modène, le grand-duché de Toscane et le royaume de Portugal ne tardent pas à suivre, se liant à la Grande-Bretagne par des traités bilatéraux. 
Les États-Unis, présidés par George Washington, se déclarent neutres le 22 avril 1793.

### La levée de 300 000 hommes (24 février) et le soulèvement vendéen
Pour faire face à cette formidable coalition, le gouvernement décrète, le 24 février, la « levée de 300 000 hommes » par conscription obligatoire, un chiffre considérable pour l'époque. Cette mesure extraordinaire provoque des troubles dans nombre de provinces. 
Ces troubles deviennent une véritable insurrection dans la région située entre Nantes, Cholet, Parthenay, Niort et Luçon, rapidement connue comme le « soulèvement de la Vendée » ou la « guerre de Vendée », bien qu'elle ne concerne pas seulement le département de Vendée. L'insurrection commence précisément à Cholet le 3 mars, mais s'étend rapidement à toute la région, prenant le contrôle des campagnes et de quelques villes secondaires.

## Les revers de la France (printemps-été 1793)

### La trahison de Dumouriez (mars 1793)
En février, Dumouriez lance une offensive vers les Provinces-Unies et prend Bréda, mais l'armée autrichienne commandée par le prince de Cobourg entre en Belgique en mars. Dumouriez se replie vers le sud pour l'affronter le 18 mars à Neerwinden, où il est battu ; il l'est de nouveau à Louvain le 21 mars. 
Dumouriez entame alors des tractations avec Cobourg. Il a le projet de retourner son armée contre Paris afin de restaurer la constitution de 1791. Ses soldats refusant de le suivre, il passe à l'ennemi début avril. La Belgique est perdue pour la France. 

### Les contre-offensives des coalisés (mars-juillet 1793)
Le 25 mars, Brunswick franchit le Rhin et refoule l'armée de Custine vers le sud. Il reprend Worms et Spire et vient mettre le siège devant Mayence. 
En avril, les coalisés se retrouvent à Anvers pour une conférence. Ils définissent leurs buts de guerre :  restaurer la monarchie absolue en France et obtenir des compensations territoriales.
L'offensive se poursuit désormais sur tous les fronts. Au nord, les Autrichiens s'emparent de Condé-sur-l'Escaut le 10 juillet, de Valenciennes le 28 juillet, puis du Quesnoy et de Maubeuge, s'ouvrant ainsi la route de Paris. 
Le 28 juillet, Mayence, défendue par Kléber et Merlin de Thionville, capitule devant les Prussiens, qui viennent mettre le siège devant Landau. 
Au sud, les Piémontais envahissent la Savoie et mènent une offensive à compter du mois d’août. Sallanches, Cluses et Bonneville sont reprises à la fin du mois. 
Les Espagnols franchissent la frontière en direction de Perpignan et de Bayonne. 
Au nord, le duc d'York qui commande 20 000 Hanovriens et 15 000 Hollandais, se dirige vers Dunkerque.
Confronté à une situation militaire catastrophique, la Convention réagit en renforçant le pouvoir exécutif par la création (le 6 avril) du Comité de salut public, dont les chefs sont Danton (le seul Montagnard du comité) et Barère (Plaine). Aucun Girondin ne fait partie du comité. Le 10 juin, le comité est renforcé par 3 Montagnards proches de Robespierre, dont Saint-Just. En même temps est créé le Comité de sûreté générale.

## Le sursaut français (juin 1793-juin 1794)

### Le Grand Comité de l'an II et la levée en masse
Les mesures radicales prises par le gouvernement révolutionnaire ainsi que le manque de coordination des coalisés permirent d'éloigner le danger d'une invasion. Le 27 juillet, Robespierre entre dans le Comité de salut public, et le 14 août 1793, c'est le tour de deux officiers de profession : Prieur de la Côte-d'Or et surtout Lazare Carnot, qui va devenir « l'organisateur de la victoire ». C'est le début du « Grand Comité de l'An II », qui va gouverner jusqu'au 9 thermidor (27 juillet 1794). Ce comité est à l'origine de la « levée en masse » de tous les hommes de 25 à 30 ans, permettant une croissance des effectifs : de 200 000 en février 1793, ceux-ci atteignent déjà 500 000 en juillet et 800 000 en décembre, répartis en 15 armées.

### La défaite de l'Armée catholique et royale (juin-décembre 1793)
En ce qui concerne la Vendée, l'Armée catholique et royale échoue devant Nantes le 29 juin. La chute de Nantes aurait été un coup très dur pour la République, les coalisés auraient alors disposé d'un port de première importance. Battue de nouveau à Cholet (17 octobre), l'armée vendéenne franchit la Loire pour essayer de gagner la côte de la Manche, mais est battue au Mans (13 décembre), ramenée vers l'ouest et finalement écrasée à Savenay (23 décembre). Ce n'est pas la fin de l'insurrection, qui s'est d'ailleurs répandue en Bretagne (la Chouannerie), mais, réduite à la guérilla, elle ne constitue plus une menace vitale pour la République.

### Les campagnes de la fin de 1793 (septembre-décembre): Hondschoote et Wattignies
Les Français groupent leurs forces dans le nord et passent à l'offensive. Dunkerque est libérée. Les généraux Jourdan et Houchard remportent une victoire sur les Autrichiens de Freytag à Hondschoote (6 au 8 septembre 1793), mais Houchard ne parvient pas à couper la retraite des troupes du duc d'York. Battu peu de temps après à Menin, il est destitué et guillotiné. 
Jourdan remplace Houchard et remporte une nouvelle et importante victoire à Wattignies (16 octobre), ce qui permet la libération de Maubeuge. Les Autrichiens se replient sur Mons. À l'est, Hoche force les lignes de Wurmser à Wissembourg, débloque Landau le 29 décembre et relance l'offensive en Rhénanie (Palatinat). Les Prussiens font retraite vers Mayence tandis que les Autrichiens repassent le Rhin. 
Au sud, Kellermann reconquiert la Savoie en septembre et octobre. L’armée des Alpes de Kellermann resté devant Lyon reprend rapidement l’initiative. Dès la mi septembre les troupes françaises reprennent le terrain perdu, combattent à Sallanches, l’emportent à Méribel et dans la vallée de l’Arve. 
Les Espagnols sont également repoussés à l'ouest et à l'est des Pyrénées. Le 19 décembre, le général Dugommier, assisté de Napoléon Bonaparte, libère Toulon où les coalisés avaient débarqués pendant l'été. À la fin de l'année 1793, le territoire français est entièrement libéré.

### Le blocus britannique et les colonies
Le gouvernement de William Pitt entreprend d'affamer la France révolutionnaire par le blocus, interdisant même le commerce des céréales par les pays neutres comme les États-Unis, la république de Gênes ou la régence d'Alger alors que la dépréciation des assignats crée une situation économique critique. Cette politique est jugée « barbare » par les orateurs français comme Barère et même par des opposants britanniques comme Stanhope tandis qu'elle suscite de fortes réticences parmi les alliés de la Coalition : le ministre espagnol Manuel Godoy proteste contre les saisies abusives de cargaisons par la Royal Navy tandis que le roi de Naples et le grand-duc de Toscane redoutent des représailles françaises. En fin de compte, le blocus est peu efficace compte tenu des vastes  espaces maritimes à couvrir et du manque de vaisseaux légers tels que les frégates.
La révolution haïtienne étend la guerre aux colonies françaises : la Convention accorde l'égalité aux hommes libres de couleur puis abolit l'esclavage en février 1794, ce qui crée une alliance de fait entre la République française et les esclaves révoltés, tandis que les planteurs blancs vont se mettre sous la protection des troupes britanniques et espagnoles.

### Les campagnes du début de 1794 et la victoire de Fleurus (26 juin)
Les armées françaises reprennent l'offensive en 1794. 
Elles profitent des dissensions apparues entre les alliés, notamment du fait d'un revirement de la Prusse en relation avec la question polonaise. En mars 1794, à la suite du deuxième partage de la Pologne de 1793, les patriotes polonais dirigés par Tadeusz Kosciuszko (fait citoyen d'honneur de la France le 24 août 1792) ont lancé contre l'armée russe une insurrection ; la Prusse intervient en Pologne à partir d'avril, mais très préoccupée par la poussée russe, souhaite vivement retirer ses troupes du front français. La Grande-Bretagne assure au profit de la Prusse le financement d'une armée de 62 000 hommes, mais cette dernière ne bouge pas.[pas clair] La Grande-Bretagne suspend ses versements le 17 octobre 1794. Dès la défaite de l'insurrection (16 novembre), la Prusse s'engage dans des pourparlers de paix avec le gouvernement français.
Au nord, la France dispose de trois armées : l'armée du Nord commandée par Pichegru, l'armée des Ardennes par Charbonnier, et l'armée de la Moselle par Jourdan. Pichegru ne peut empêcher Cobourg de prendre Landrecies, mais il le bat à Tourcoing le 18 mai 1794. Jourdan, qui prend le commandement de l'armée des Ardennes le 3 juin, se lance vers Charleroi qui capitule le 25 juin, tandis que Cobourg est une nouvelle fois battu par Pichegru à Ypres (bataille de Hooglede). Il attaque Jourdan pour protéger ses arrières, mais est battu à Fleurus le 26 juin. Pichegru refoule les Anglo-Hollandais vers le nord tandis que Jourdan poursuit les Autrichiens vers l'est. Le 27 juillet, le premier parvient à Anvers et le second à Liège. À la suite de la victoire de Fleurus, les Pays-Bas autrichiens et la principauté de Liège sont occupés, puis annexés à la République, devenant des départements français (jusqu'en 1814). 
Au sud, Dugommier passe à l'offensive en Catalogne et Moncey au Pays basque. Ce dernier s'empare de Saint-Sébastien le 25 juillet. 
Sur mer, la France ne peut guère résister à la marine britannique. Cette dernière, qui domine en mer Méditerranée, s'empare de la Corse. Dans l'Atlantique, la flotte de Villaret-Joyeuse, sortie pour protéger un convoi de blé en provenance des États-Unis, affronte la flotte de Howe au large d'Ouessant (28 mai-1er juin). Elle subit de lourdes pertes, mais réussit à faire passer le convoi. Outre-mer, les Britanniques s'emparent de Saint-Domingue et de la Martinique. 
Au total, la situation militaire paraît rétablie au début de l'été 1794. Cela engendre une crise politique majeure, dans la mesure où la politique de Terreur ne paraît plus justifiable par l'urgence militaire : le 9 thermidor (27 juillet), Robespierre et ses proches, notamment Saint-Just, sont mis hors la loi par la Convention, puis arrêtés après s'être réfugiés à l'Hôtel-de-Ville, et exécutés le lendemain.

## La dislocation de la coalition

### L'offensive vers les Provinces-Unies et en Rhénanie (fin 1794)
Après la campagne en Belgique, Jourdan poursuit l'offensive en Rhénanie et conquiert la rive gauche du Rhin (Cologne, Bonn, Coblence…) en octobre à la suite de la victoire d'Aldenhoven. Seules les forteresses de Luxembourg et Mayence résistent permettant un maintien d’ultimes forces autrichiennes. 
Au nord, Pichegru poursuit les Hollandais et les Anglo-Hanovriens qui se sont retirés à l'embouchure du Rhin. Il occupe Nimègue et Maastricht grâce à Kléber et profite de l'hiver pour franchir la Meuse et les bras du Rhin glacé. Il conquiert la Hollande et s'empare de la flotte hollandaise bloquée dans les glaces au Helder en janvier 1795. La défaite face à la France provoque un changement de régime et la proclamation de la République batave.

### Les traités de paix de 1795
Le 19 février 1795, la Toscane signe un traité par lequel elle quitte la coalition. 
Le 5 avril est signé le traité de Bâle entre Barthélémy pour la France et Hardenberg pour la Prusse, qui reconnaît l'annexion de la rive gauche du Rhin par la France, cédant ainsi le duché de Gueldre et la partie occidentale du duché de Clèves. La France promet secrètement à la Prusse une compensation territoriale à la perte de ces territoires sur la rive droite du Rhin. 
Le 16 mai 1795, la République batave et la France signent le traité de La Haye. Elle cède le sud de la Zélande, Maastricht et Venlo, doit payer une armée d'occupation de 25 000 hommes et une indemnité de guerre de 100 millions de florins, et s'engage dans la guerre contre la Grande-Bretagne. Cette dernière en profite pour conquérir les colonies hollandaises. 
En Espagne, la prise de Bilbao par les troupes de Moncey et son offensive vers Vitoria précipitent le retrait de l'Espagne. Le 22 juillet 1795 est signé le second traité de Bâle entre Barthélémy pour la France et Yriarte pour l'Espagne. Cette dernière abandonne la partie espagnole de Saint-Domingue tandis que les troupes françaises se retirent du pays. 
Seules l'Autriche et la Grande-Bretagne, ainsi que quelques États italiens, restent en guerre contre la France. La Russie entre dans la coalition le 28 septembre, mais ses troupes n'interviendront pas.

### La poursuite de la guerre contre l'Autriche et la Grande-Bretagne
L'automne 1795 est pourtant moins favorable à la France. Jourdan franchit le Rhin le 6 septembre et refoule Clerfayt, mais il est mal soutenu par Pichegru et son armée de Rhin et Moselle qui manquent de tout pour la campagne (chevaux, souliers, vivres, moyens pécuniaires), si bien que Jourdan repasse le Rhin fin octobre devant la contre-offensive de Clerfayt. 
Ce dernier lance même une offensive sur le Palatinat en novembre. Cette première campagne d’Allemagne et le franchissement du Rhin (pour la deuxième fois après la prise éclair de Francfort en octobre 1792) par les armées de la Révolution se soldent par un échec. 
En octobre 1795, la Grande-Bretagne organise un débarquement d'émigrés sur la presqu'île de Quiberon afin de relancer la guerre de Vendée, mais son plan est déjoué et le débarquement est un échec. 
En novembre, Masséna remporte la victoire sur les Autrichiens de Wallis et d’Argenteau à Loano en Italie.

## Les campagnes d'Allemagne et d'Italie en 1796-1797

### Le plan stratégique du Directoire

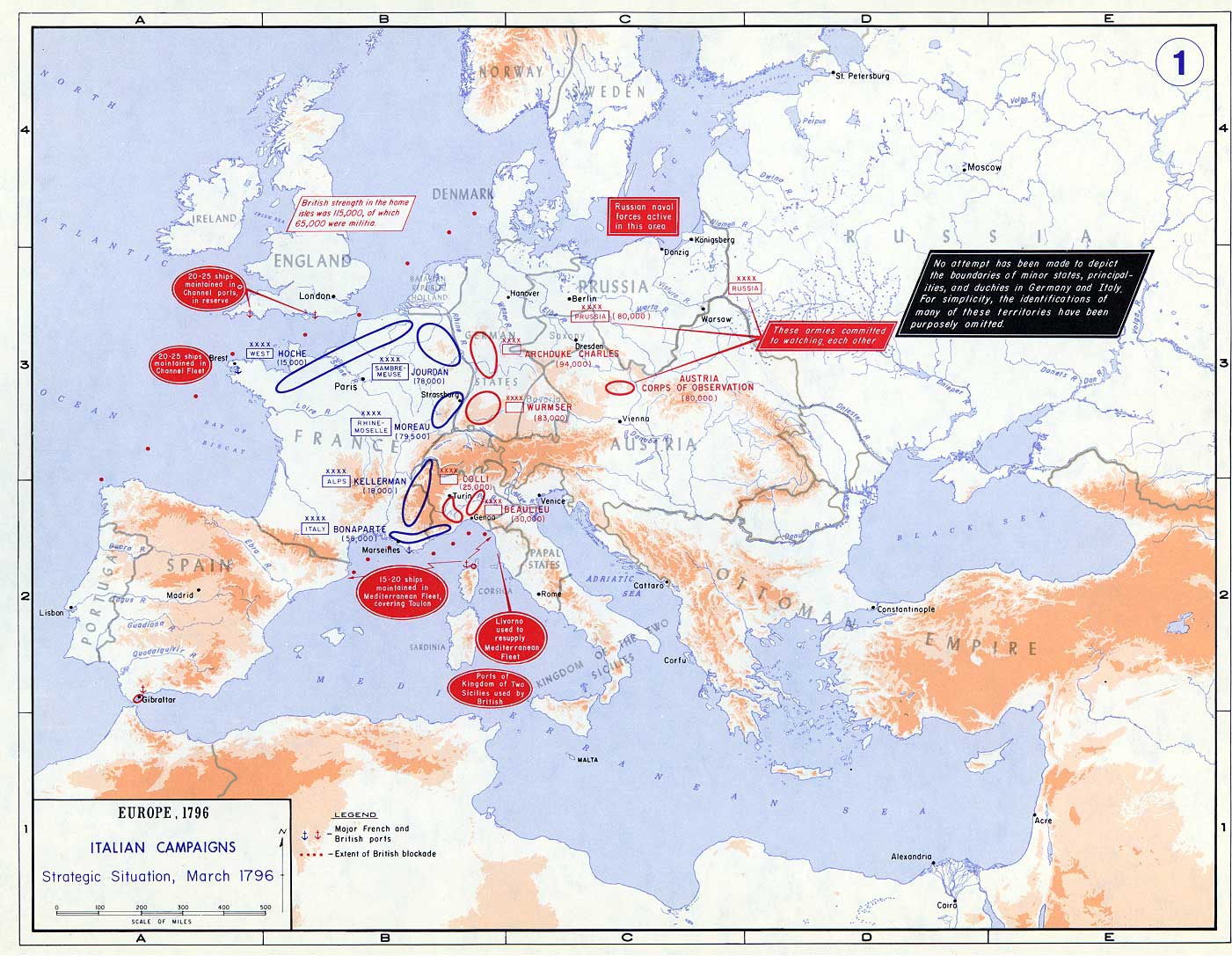
Situation stratégique de l'Europe en 1796.

Mis en place le 31 octobre 1795, le comité des cinq directeurs (Carnot, Le Tourneur, lui aussi officier du Génie, Barras, Reubell, La Révellière-Lépeaux) est divisé sur la stratégie à adopter : Carnot est partisan d'une paix rapide, sans chercher plus d'agrandissements du territoire, alors que Barras, Reubell et La Révellière-Lépeaux (le « triumvirat »), reprenant le point de vue des Girondins, veulent porter la frontière nord-est sur le Rhin, « frontière naturelle de la France ». 
Le plan stratégique adopté est le leur : les armées de Sambre-et-Meuse (Jourdan) et de Rhin-et-Moselle (Moreau), marcheront sur Vienne tandis que l'armée des Alpes (Kellermann) et l'armée d'Italie (Schérer) fixeront une partie des effectifs autrichiens, afin de soulager le front principal. 
Une armée d'Irlande, concentrée à Brest sous le commandement de Hoche, est chargée d'une opération contre le Royaume de Grande-Bretagne (débarquement en Irlande afin de soulever la population). 
Le 2 mars 1796, le Directoire remplace à la tête de l'armée d'Italie Schérer par un jeune général de brigade, sans emploi important depuis Thermidor, Napoléon Bonaparte. L'armée d'Italie a un effectif de 38 000 hommes, mal équipés. C'est pourtant elle qui va jouer le rôle principal et décider du sort de la guerre, assurant à son commandant en chef une immense notoriété.

### La première campagne de Bonaparte en Italie (avril-juin): Lodi
Bonaparte lance une offensive contre le Piémont (qui relève du royaume de Sardaigne) et bat les Austro-Sardes d'Eugène-Guillaume Argenteau à Montenotte le 12 avril, tandis que le général Augereau remporte une victoire sur le général Provera à Millesimo le 13 avril, séparant définitivement les forces sardes des forces autrichiennes. Bonaparte remporte une nouvelle victoire contre Argenteau à Dego le 14 avril et contre les Sardes de Colli à Mondovi le 24 avril. Cette défaite contraint le roi de Sardaigne à demander l'armistice, qui est signé à Cherasco le 28 avril. Au traité de Paris signé entre la France et le royaume de Sardaigne le 15 mai 1796, ce dernier cède à la France la Savoie, le comté de Nice, Tende et Beuil.
Bonaparte se lance alors à la poursuite de Beaulieu, écrase son arrière-garde sur l'Adda à Lodi le 10 mai et entre à Milan le 15 mai. Bonaparte vient assiéger Mantoue, clef de la route des Alpes, le 30 mai. Les ducs de Parme et de Modène sont contraints de signer un armistice et les États pontificaux acceptent une convention le 23 juin. 

### La campagne de Jourdan et Moreau en Allemagne (1796-1797)
De leur côté, Jourdan et Moreau sont moins heureux. Moreau passe le Rhin le 24 juin et atteint les abords de Munich. Jourdan franchit le Rhin dès le 31 mai et réussit à s'emparer de Francfort et de Nuremberg, mais ne rejoint pas les forces de Moreau. 
L'archiduc Charles en profite et les attaque séparément. Il remporte deux importantes victoires contre Jourdan en août à Amberg et en septembre à Wurtzburg le contraignant à repasser le Rhin ; puis il tente de couper la retraite de Moreau, mais ce dernier opère une habile retraite et repasse le Rhin à Huningue le 26 octobre. L'archiduc Charles finit par reprendre début 1797 Kehl et Huningue, les deux têtes de pont françaises sur la rive droite du Rhin. Une nouvelle campagne d’Allemagne (la troisième) sera nécessaire et lancée en avril 1797 par Moreau et Hoche qui a pris la tête de l’armée de Sambre et Meuse. 
Le 18 août, la France signe un traité d'alliance avec l'Espagne, le traité de San Ildefonso, ce qui contraint les Britanniques à évacuer la Corse. La guerre anglo-espagnole (en) crée une forte diversion à l'avantage des Français. En revanche, l'expédition française vers l'Irlande destinée à aider Wolfe Tone à soulever le pays, lancée trop tard dans la saison sans le concours attendu des Espagnols, se solde par un échec : la flotte française est dispersée par une tempête en décembre 1796.

### La seconde campagne italienne (août 1796-mars 1797): Arcole, Rivoli, Mantoue

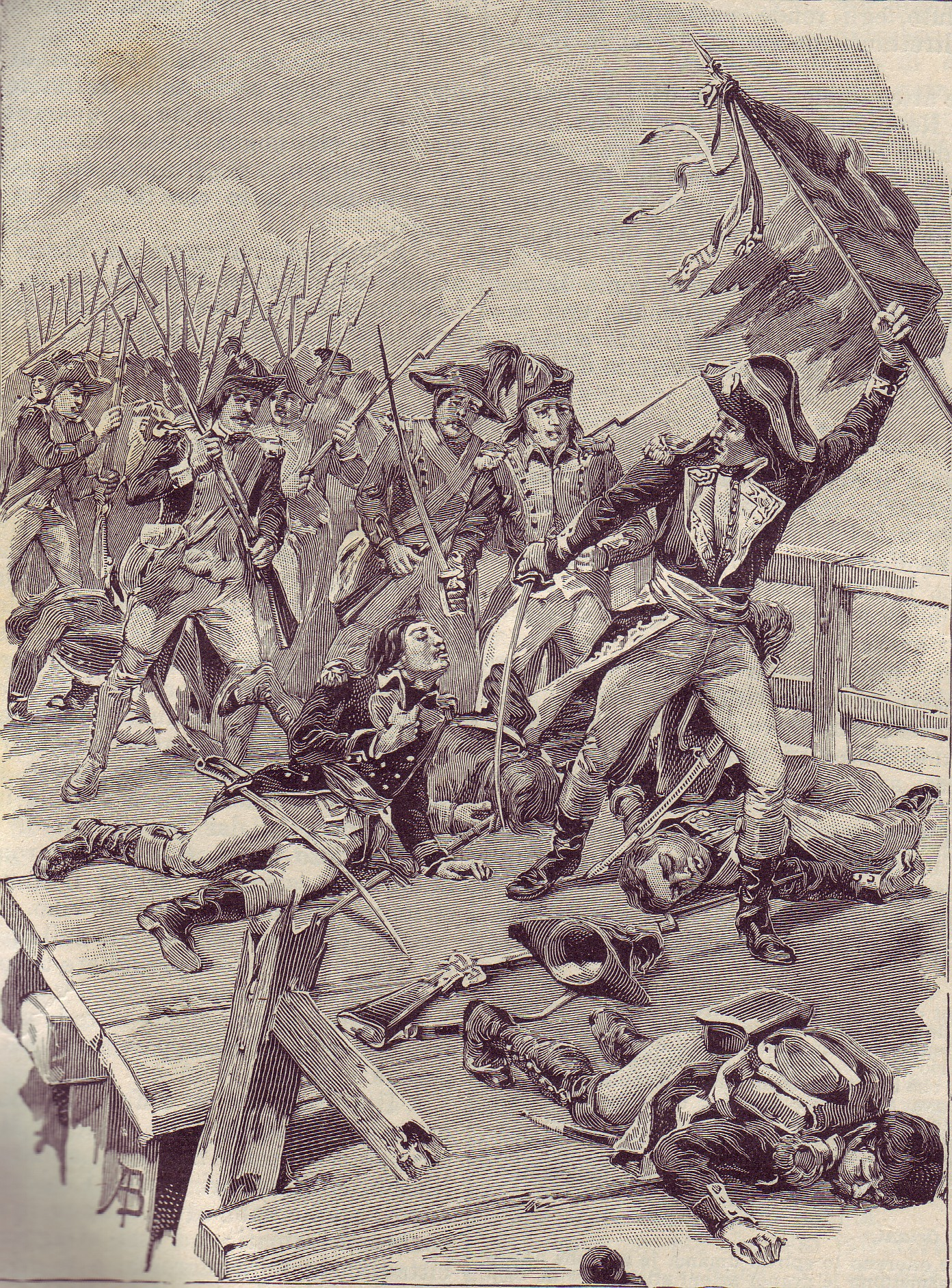
Le passage du pont d'Arcole.

Libérée de la menace des armées de Jourdan et Moreau, l'Autriche peut porter secours aux assiégés de Mantoue, où est envoyée l'armée de Wurmser. Mais elle est battue à Castiglione le 5 août et à Bassano le 8 septembre. Bonaparte parvient même à enfermer Wurmser dans Mantoue. 
Le général français cesse alors de tenir compte des ordres du Directoire et organise l'Italie à son gré. Le 15 octobre 1796, il crée ainsi une République cispadane à partir du duché de Modène et des Légations de Romagne. 
Vienne envoie une nouvelle armée de secours sous le commandement d'Alvinczy, mais elle est battue à Arcole du 14 au 17 novembre et à Rivoli le 14 janvier 1797. Ces échecs successifs contraignent les forces assiégées dans Mantoue à la reddition, de sorte que la route de Vienne est ouverte. 
Le 19 février 1797, Bonaparte signe avec les États pontificaux le traité de Tolentino par lequel le pape reconnaît l'annexion du Comtat Venaissin et d'Avignon par la France, et l'annexion de la Romagne par la République cispadane.
Le 20 mars 1797, Napoléon Bonaparte reprend l'offensive contre l'Autriche dont l'armée est désormais commandée par l'archiduc Charles. Il force le passage du Tagliamento, puis du col de Tarvis. Au même moment, l'armée de Sambre-et-Meuse, commandée par Hoche, franchit le Rhin et remporte une victoire à Neuwied le 18 avril 1797. 
Ce même jour, alors que l'armée de Moreau s'ébranle à son tour, Bonaparte signe avec l'Autriche l'armistice de Leoben. Le 2 mai, il déclare la guerre à la république de Venise, qui tombe le 12 mai. Cette opération est destinée à obtenir une monnaie d'échange avec l'Autriche. Celle-ci ne pouvant pas accepter à la fois la perte du duché de Milan et des Pays-Bas autrichiens, Venise doit lui être cédée en compensation, à la déception des républicains italiens.

## Les négociations de paix de 1797

### Le traité de Campo-Formio (octobre 1797)
La paix est rétablie entre la France et l'Autriche par le traité de Campo-Formio signé le 18 octobre 1797. 
Le territoire de la république de Venise est partagé entre l'Autriche, la République cisalpine et la France  qui prend le contrôle des îles Ioniennes. L'Autriche reçoit la Dalmatie, l'Istrie et la Vénétie, ce qui lui donne un accès à la mer Adriatique et à la Méditerranée, notamment par le port de Trieste. 
L'Autriche reconnaît la République cisalpine. Celle-ci, constituée par Bonaparte à partir des territoires du duché de Mantoue, du duché de Modène et de la Romagne, reçoit le duché de Milan, pris à l'Autriche, Brescia, pris à la république de Venise, ainsi que la Valteline et les comtés de Chiavenna et de Bormio, pris aux Ligues grisonnes. 
L'Autriche cède les Pays-Bas autrichiens à la France et reconnaît l'annexion de la rive gauche du Rhin (à l'exception de Cologne).

### L'échec des négociations avec la Grande-Bretagne
Les négociations engagées avec la Grande-Bretagne achoppent sur la question des colonies. Le Directoire exige la restitution des colonies françaises et celles de ses alliés, mais Londres refuse de céder Le Cap et Ceylan. 
La Grande-Bretagne reste donc en guerre, et ne va pas tarder à mettre sur pied une nouvelle coalition anti-française.

## Chronologie

### Période de la monarchie constitutionnelle
- 20 avril 1792 : sur proposition de Louis XVI, l'Assemblée nationale législative déclare la guerre « au roi de Bohème et de Hongrie », François Ier, chef de la maison d'Autriche et frère de Marie-Antoinette.
- 20 mai 1792 : le royaume de Prusse, allié à l'Autriche, déclare la guerre à la France
- 11 juillet 1792 : l'assemblée proclame la Patrie en danger, alors que les Autrichiens et les Prussiens s'avancent vers Paris ; mouvement des volontaires de 1792
- 27 juillet 1792 : manifeste de Brunswick (général prussien), qui met les sans-culottes parisiens en état de pré-insurrection
- 10 août 1792 : destitution de Louis XVI, incarcéré au Temple, à la suite de la journée révolutionnaire du 10 août, impliquant les sans-culottes parisiens et des bataillons de volontaires provinciaux (notamment ceux de Marseille) en route vers le front.
- 20 septembre 1792 : victoire française de Valmy, suivie de celle de Jemapes.

### Période de la Première République jusqu'à la chute de Robespierre (septembre 1792-juillet 1794)
- 21 septembre 1792 : la France devient une république sous l'égide de la Convention nationale
- 21 janvier 1793 : exécution de Louis XVI, condamné à mort par la Convention nationale
- 1er février 1793 : la France déclare la guerre au royaume de Grande-Bretagne et à la république des Provinces-Unies ;
- février 1793 : levée de 300 000 hommes par la Convention (début de la conscription)
- mars 1793 : début de la guerre de Vendée et de la Chouannerie, notamment par refus de la conscription
- 7 mars 1793 : la France déclare la guerre au royaume d'Espagne.
- juin 1793 : début des insurrections fédéralistes (girondines) à la suite des journées du 31 mai et du 2 juin 1793.
- décembre 1793 : les derniers fédéralistes sont vaincus ; l'Armée catholique et royale des insurgés vendéens est écrasée à Savenay (Loire-Inférieure) à la suite de la virée de Galerne au nord de la Loire
- 26 juin 1794 : victoire française de Fleurus et occupation des Pays-Bas autrichiens (possession de la maison d'Autriche)

### Période de la Convention thermidorienne (août 1794-octobre 1795)
- 27 juillet 1794 (9 Thermidor an II) : chute de Robespierre, suivie à moyen terme de la fin de la Terreur.
- 19 janvier 1795 : les Provinces-Unies deviennent la République batave, alliée à la République française.
- 17 février 1795 : traité de La Jaunaye, traité de paix entre la république (Hoche) et les insurgés vendéens (Charette) ; la paix (très précaire) est rompue en juin 1795 lors de l'expédition britannique à Quiberon
- 5 avril 1795 : traité de Bâle rétablissant la paix entre le royaume de Prusse et la France.
- 22 juillet 1795 : second traité de Bâle, traité de paix entre le royaume d'Espagne et la France.
- 1er octobre 1795 : annexion par la France des Pays-Bas autrichiens et de la principauté de Liège

### Période du Directoire (octobre 1795-novembre 1799)
- 29 mars 1796 : exécution du chef vendéen Charette.
- 15 mai 1796 : traité de Paris rétablissant la paix entre le royaume de Sardaigne et la République française.
- 13 juillet : après les capitulations de plusieurs chefs vendéens et chouans, le général Hoche déclare : « les troubles de l'Ouest sont terminés ».
- 18 août 1796 : le royaume d'Espagne et la France deviennent alliés.
- 17 octobre 1797 : traité de Campo-Formio, rétablissant la paix entre la France (général Bonaparte, chef de l'armée d'Italie), l'Autriche et le royaume du Portugal[réf. nécessaire]
- 26 octobre 1797 : annulation de la paix avec le Portugal par décret du Directoire[10].
- Le royaume de Grande-Bretagne reste seul en guerre : c'est la fin de la première coalition
- 29 novembre 1798 : début de la guerre de la deuxième coalition..